# Beleriand
Le Beleriand est une région du nord-ouest de la Terre du Milieu dans le légendaire de l'écrivain britannique J. R. R. Tolkien. Elle fut le terrain de bataille des Elfes et des Hommes qui s'opposèrent à Morgoth durant tout le Premier Âge à la fin duquel elle sombra sous les flots.
Beleriand signifie « pays de Balar » en sindarin, ce nom se réfère avant tout à la baie de Balar puis aux terres environnantes, Balar étant l'un des noms de Ossë, un des Maiar au service de Ulmo. Dans Le Livre des contes perdus, le nom correspondant en quenya est Valariandë.

## Géographie

Carte du Beleriand à l'époque du Premier Âge de la Terre du Milieu.

Le Beleriand était délimité à l'ouest et au sud par la Grande Mer, Belegaer, à l'est par l'Ered Luin, qui l'isolait de l'Eriador, et au nord, par les terres du Dorthonion et du Hithlum, isolées respectivement par l'Ered Gorgoroth et l'Ered Wethrin ; au nord-ouest, se trouvait Nevrast, parfois considéré comme une partie du Beleriand. La région était parfois considérée comme recouvrant une étendue plus vaste, comprenant alors les terres du nord (Hithlum, Dorthonion, Ard-galen) jusqu'à l'Ered Engrin et Angband, et au détroit de glace, Helcaraxë, qui reliait la Terre du Milieu à Aman.
De nombreux cours d'eau le parcouraient, dont le principal (en termes de débit) était le grand fleuve Sirion qui, coulant du nord au sud, divisait le Beleriand en deux parties, occidentale et orientale.
Une bande montagneuse, Andram ou Long Mur, barrait le cours du Sirion d'ouest en est et, à sa hauteur, le fleuve connaissait une soudaine dénivellation, se déversant sous elle en de grandes chutes, avant de ressortir par les Portes du Sirion et de poursuivre son cours vers Belegaer.
À l'est d'Andram coulait le deuxième fleuve (mais le premier en termes de longueur) du Beleriand, le Gelion, avec ses six affluents issus des pics de l'Ered Luin. Cette région, entre le Gelion et l'Ered Luin, était connue sous le nom d'Ossiriand.
Au centre du Beleriand se situaient les vastes forêts formant le royaume des Sindar, Doriath, tandis que la façade maritime, à l'ouest, était le domaine des Falathrim.
Le Beleriand fut détruit lors de la Guerre de la Grande Colère, à la fin du Premier Âge, mais certains de ses fragments subsistèrent :
- une partie de l'Ossiriand, appelée Lindon, au pied de l'Ered Luin ;
- les tombes de Túrin et de Morwen qui restèrent émergées sur l'île de Tol Morwen ;
- une partie du Dorthonion (Taur-nu-Fuin), qui devint Tol Fuin ; et
- la colline de Himring, qui devint l'île de Himling.

## Histoire
Le Beleriand fut traversé par les Eldar lors du grand voyage des Elfes vers le Valinor durant les Années des Arbres. La plupart traversèrent la mer pour se rendre en Aman, mais l'un des deux seigneurs des Teleri, Elwë, rencontra la Maia Melian et en tomba follement amoureux. Les Teleri cherchèrent leur seigneur longtemps dans le Beleriand et, de fait, certains ne partirent pas en Valinor. Ils devinrent les Sindar (Elfes Gris). Plus tard, un autre groupe de Teleri, les Laiquendi, qui était restée à l'est des Monts Brumeux, s'installa près des rivières d'Ossiriand. Les Noldor les rejoignirent au début du Premier Âge du Soleil lorsqu'ils quittèrent le Valinor à la recherche des Silmarils. En l'an 310 du Premier Âge, les humains, les Edain (« Hommes » en sindarin), franchirent l'Ered Luin (les Montagnes Bleues). Ils étaient séparés en trois peuples : celui de Bëor qui vint en premier, suivi des Haladin, qu'on appela plus tard le peuple de Haleth et, enfin, celui de Marach, connu ultérieurement comme peuple de Hador.
Le Beleriand fut secoué de nombreuses batailles durant la longue guerre entre Melkor (Morgoth) et les Elfes de la Terre du Milieu. À la suite de la dernière d'entre elles, il sombra sous les flots.

## Population
Les premiers habitants du Beleriand semblent avoir été les Petits-Nains, cette branche rejetée des Nains peuplant notamment les Montagnes Bleues. Ils furent rejoints et (au début) chassés par les Eldar, et plus particulièrement par ceux qui s'établirent définitivement en Beleriand, les Sindar, divisés eux-mêmes en Falathrim, Mithrim et Iathrim. À ceux-ci s'ajoutèrent ensuite les Laiquendi, en 1350 de l'année des Arbres, certains groupes d'Avari au fil du temps, mais surtout les Noldor exilés d'Aman de retour dès 1497.
Le Beleriand était également peuplé d'Ents, dont Sylvebarbe, et d'Hommes, les Edain dès 310 du Premier Âge, rejoints peu après par des parents orientaux. Enfin, à ces populations s'ajoutaient les différentes créatures au service de Morgoth : Orques, Trolls et Dragons.

## Concept et création
J. R. R. Tolkien hésita entre de nombreux noms avant de s'arrêter sur « Beleriand », parmi lesquels : Broceliand ou Broseliand, Golodhinand ou Noldórinan (vallée des Noldor), Geleriand, Bladorinand, Belaurien, Arsiriand, Lassiriand et même Ossiriand, nom réutilisé pour la partie est du Beleriand.

## Critique et analyse
Le premier nom du Beleriand, « Broceliand » rappelle la forêt de Brocéliande.

## Adaptations et héritage
Les récits ayant pour décor le Beleriand n'ont jamais été adaptés à la radio, le cinéma ou la télévision. Leur importance dans Le Silmarillion a néanmoins donné jour à de nombreuses illustrations.
Le groupe de metal Summoning a intitulé un morceau Beleriand dans leur sixième album Oath Bound, en 2006. La chanson narre l'arrivée des Noldor en Beleriand.